# Comuna Iurieve, Putîvl
Iurieve (în ucraineană Юр'єве) este o comună în raionul Putîvl, regiunea Sumî, Ucraina, formată din satele Iurieve (reședința) și Volînțeve.

## Demografie
Componența lingvistică a comunei Iurieve
     Rusă (87,94%)
     Ucraineană (11,62%)
     Alte limbi (0,22%)
Conform recensământului din 2001, majoritatea populației comunei Iurieve era vorbitoare de rusă (87,94%), existând în minoritate și vorbitori de ucraineană (11,62%).